# Medalla commemorativa de la guerra 1915-1918
La Medalla commemorativa de la guerra italoaustríaca de 1915-1918 (italià: Medaglia commemorativa della guerra italo-austriaca 1915-1918) era una medalla concedida pel Regne d'Itàlia a tots aquells que van participar en la Primera Guerra Mundial. Se'n van concedir al voltant d'1.800.000.

## Història
Abans d'instituir una medalla commemorativa de la Gran Guerra, que havia acabat el 4 de novembre de 1918, es va esperar fins al 1920, quan acabà el compromís de les tropes italianes a Albània per la pacificació de les faccions rivals.
Mitjançant el Reial Decret 1241 promulgat el 29 de juliol de 1920 per Víctor Manuel III, s'instituí la Medalla commemorativa de la Guerra Italoaustríaca de 1915-1918 pel compliment de la unitat d'Itàlia.
Així doncs, aquesta medalla celebrava en primer lloc la victòria a la I Guerra Mundial, a més de la finalització de la unitat d'Itàlia i el 70è aniversari dels inicis dels motins revolucionaris que el 1848 van desencadenar la Primera guerra de la independència italiana.

## Criteris d'eligibilitat
El decret de creació establia que tenien dret a rebre-la, gratuïtament i a expenses de l'Estat, tots els militars, militaritzats i assimiliats i similars i el personal dels cossos auxiliars que, com a mínim durant quatre mesos, haguessin participat en les activitats de guerra al territori nacional o al Dodecanès, a Albània, a Síria o a Palestina.
El còmput d'anys de campanya s'iniciava el 24 de maig de 1915 i acabava el 4 de novembre de 1918, mentre que pel contingent militar enviat a Albània s'amplià fins al 2 d'agost de 1920, data estipulada per la Convenció Italoalbanesa (Reial Decret 1848 de 2 de desembre de 1920 i Circular Ministerial 601 de l'1 de desembre de 1921).
Es va concedir també a alguns soldats no italians, particularment a francesos i a alguns austríacs que s'havien convertit en italians amb l'annexió del Trentino i que s'havien distingit en combat.

Distintivo per la marina mercantile.

Mitjançant el Reial Decret 150 de 17 de gener de 1918 s'instituí un distintiu pels membres de la marina mercant que, si bé no havien estat implicats directament en els combats, sovint també s'havien trobat exposats als riscs i conseqüències de les operacions de guerra. Es tractava d'un galó de seda amb 11 franges verticals d'igual amplada de color blau i blanc altern. Amb el Reial Decret 1786 del 15 de juliol de 1923 s'autoritzà a portar penjant d'aquesta cinta la Medalla commemorativa de la guerra italoaustríaca de 1915-1918, que va ser classificada com a "Medalla al Mèrit".

## Feta en bronze enemic
La particularitat d'aquesta medalla, que s'evidencia a la inscripció de la part posterior (on diu "coniata nel bronzo nemico") és que sempre havia de ser "fosa de bronze d'artilleria capturada a l'enemic".

## Disseny
- La Medalla: Una medalla de bronze de 32mm de diàmetre. A l'anvers apareix el bust del Rei Víctor Manuel III, vestit d'uniforme i amb casc, mirant a l'esquerra, amb la inscripció "GUERRA - PER L'UNITA' - D'ITALIA 1915 - 1918", alternada amb branques de llorer. Al revers apareix la imatge de la Victòria Alada, portada en triomf sobre els escuts dels soldats italians. Al voltant apareix la inscripció "CONIATA*NEL*BRONZO*NEMICO".
- El Galó : format pels colors de la bandera italiana invertits (verd-blanc-vermell), repetits sis vegades. Pot portar una placa de bronze en record dels anys de servei, amb la llegenda “1915”, “1916”, “1917”, “1918”, i després de la circular de 1921 s'amplià a la placa "Albania 1919" i "Albania 1920". Quan només es lluïa el galó es completava amb una estrella de plata per cada any de servei.

| Galons                    |                       |                    |                    |                    |
| menys d'1 any de campanya | 1 un any de campanya. | 2 anys de campanya | 3 anys de campanya | 4 anys de campanya |